# Shell Point
Shell Point és una concentració de població designada pel cens dels Estats Units a l'estat de Carolina del Sud. Segons el cens del 2000 tenia 2.856 habitants.

## Demografia
Segons el cens del 2000, Shell Point tenia 2.856 habitants, 1.040 habitatges i 803 famílies. La densitat de població era de 180,5 habitants/km².
Dels 1.040 habitatges en un 38,6% hi vivien nens de menys de 18 anys, en un 58,8% hi vivien parelles casades, en un 11,9% dones solteres, i en un 22,7% no eren unitats familiars. En el 17,9% dels habitatges hi vivien persones soles el 5,9% de les quals corresponia a persones de 65 anys o més que vivien soles. El nombre mitjà de persones vivint en cada habitatge era de 2,74 i el nombre mitjà de persones que vivien en cada família era de 3,08.
Per edats la població es repartia de la següent manera: un 29% tenia menys de 18 anys, un 8,9% entre 18 i 24, un 31,4% entre 25 i 44, un 21,2% de 45 a 60 i un 9,6% 65 anys o més.
L'edat mediana era de 34 anys. Per cada 100 dones de 18 o més anys hi havia 98,5 homes.
La renda mediana per habitatge era de 39.957 $ i la renda mediana per família de 50.284 $. Els homes tenien una renda mediana de 25.920 $ mentre que les dones 23.490 $. La renda per capita de la població era de 17.222 $. Entorn del 6,5% de les famílies i el 9,7% de la població estaven per davall del llindar de pobresa.

## Poblacions més properes
El següent diagrama mostra les poblacions més properes.